# Rebujito

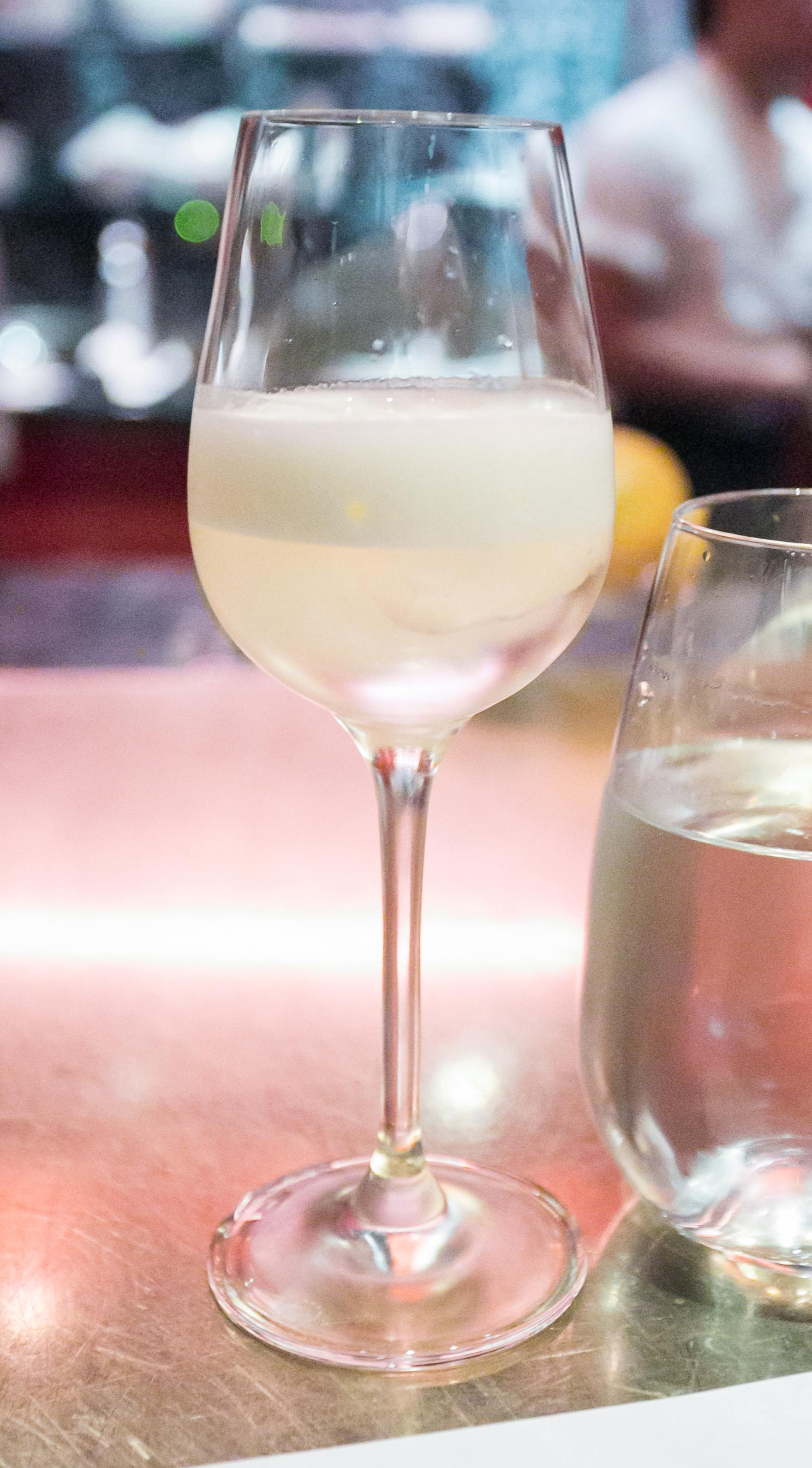

Il rebujito è una bevanda tipica dell'Andalusia realizzata mescolando vino bianco locale (manzanilla o fino) e gazzosa, di solito Sprite o 7Up.
L'origine della bevanda viene fatta risalire allo sherry cobbler inglese ed è molto diffusa durante alcune feste primaverili come la Feria de Abril di Siviglia o Feria del Caballo di Jerez.